# Sarah Jarosz
Sarah Jarosz (Austin (Texas), 23 mei 1991) is een singer-songwriter afkomstig uit de Amerikaanse staat Texas. Haar eerste cd, Song Up in Her Head, werd uitgebracht in 2009 en het instrumentale nummer Mansinneedof werd genomineerd voor een Grammy Award in de categorie Best Country Instrumental Performance.
Haar tweede album, Follow Me Down, kwam uit in 2011. Haar derde album, Build Me Up from Bones, verscheen op 24 september 2013 bij Sugar Hill Records.  Het album werd genomineerd voor een Grammy Award in de categorie Best Folk Album, en de titelsong werd genomineerd in de categorie Best American Roots Song.

## Biografie
Jarosz werd geboren in Austin en groeide op in Wimberley. Haar achternaam is volgens eigen zeggen Pools. Op tienjarige leeftijd begon zij met het bespelen van de mandoline en later leerde ze ook andere instrumenten te bespelen zoals gitaar en de banjo. Tijdens haar laatste jaar van de highschool tekende Jarosz een platencontract bij Sugar Hill Records. Haar debuutalbum Song Up in Her Head, geproduceerd door Gary Paczosa, verscheen in juni 2009. Gastmuzikanten op dit album waren onder meer Chris Thile, Darrell Scott, Stuart Duncan en Jerry Douglas. 
Na haar middelbare school ging Jarosz naar het New England Conservatory of Music in 2009, waar zij in 2013 afstudeerde.
In 2010  nam Jarosz het album Follow Me Down dat ze samen met Gary Paczosa produceerde.  Op het album, dat werd opgenomen in Nashville, zijn gastoptredens te horen van Bela Fleck, Jerry Douglas, Stuart Duncan, Viktor Krauss, Dan Tyminski, Shawn Colvin, Darrell Scott, en bandleden Alex Hargreaves en Nathaniel Smith. In 2013 bracht ze haar derde album Build Me Up from Bones uit. In 2016 verscheen haar vierde album Undercurrent. Dit album won een Grammy Award voor Best Folk Album. De song House of Mercy won in de categorie Best American Roots Performance. In 2020 kwam haar vijfde soloalbum World on the Ground uit. Dit album won een Grammy in de categorie Best Americana Album. Het nummer Hometown werd genomineerd in de categorie Best American Roots Song.
Jarosz vormt samen met de singer-songwriters Sara Watkins en Aoife O'Donovan het folktrio I'm with Her dat in 2018 het debuutalbum See You Around uitbracht.